# 職業訓練指導員 (印章彫刻科)
職業訓練指導員 (印章彫刻科)（しょくぎょうくんれんしどういん いんしょうちょうこくか）は、職業訓練指導員免許のうちの1つ。厚生労働省管轄。

## 受験資格
- 職業訓練指導員免許の受験資格と試験免除を参照。印章彫刻技能士の保有者など。

## 試験科目
学科試験
1. 指導方法（職業訓練原理、教科指導法、訓練生の心理、生活指導及び職業訓練関係法規）
2. 関連学科

- 系基礎学科
  - デザイン（美術工芸史、構成、色彩、図案、模様）
  - 安全衛生（安全管理、衛生管理）
- 専攻学科
  - 印章（印章、文字、印章文字、仕様及び積算）
  - 材料（印章用材料）
  - 彫刻法（彫刻法、布字法、印章鋳造法）

実技試験
1. 布字
2. 彫刻